# Stéphane Varupenne
Stéphane Varupenne est un acteur français. Entré comme pensionnaire à la Comédie-Française le 5 mai 2007, il en est devenu sociétaire le 1er janvier 2015.

## Théâtre

### Comédie-Française
- 2008 : Fanny de Marcel Pagnol, mise en scène Irène Bonnaud, Théâtre du Vieux-Colombier
- 2008 : Trois Hommes dans un salon de François-René Christiani, mise en scène Anne Kessler, Studio-Théâtre de la Comédie-Française : le journaliste
- 2008 : Le Voyage de monsieur Perrichon d'Eugène Labiche, mise en scène Julie Brochen, Théâtre du Vieux-Colombier
- 2009 : La Dispute de Marivaux, mise en scène Muriel Mayette, Théâtre du Vieux-Colombier
- 2009 : Ubu roi d'Alfred Jarry, mise en scène Jean-Pierre Vincent, Salle Richelieu
- 2009 : L'Avare de Molière, mise en scène Catherine Hiegel, Salle Richelieu
- 2010 : Mystère bouffe et fabulages de Dario Fo, mise en scène Muriel Mayette, Salle Richelieu
- 2010 : L'Avare de Molière, mise en scène Catherine Hiegel, Salle Richelieu
- 2010 : Andromaque de Racine, mise en scène Muriel Mayette, Salle Richelieu
- 2010 : Les Trois Sœurs d'Anton Tchekhov, mise en scène Alain Françon, Salle Richelieu
- 2011 : Un tramway nommé Désir de Tennessee Williams, mise en scène Lee Breuer, Salle Richelieu
- 2011 : Les Joyeuses Commères de Windsor de William Shakespeare, mise en scène Andrés Lima, Salle Richelieu
- 2011 : L'Opéra de quat'sous de Bertolt Brecht et Kurt Weill, mise en scène Laurent Pelly, Salle Richelieu
- 2011 : Ubu roi d'Alfred Jarry, mise en scène Jean-Pierre Vincent, Salle Richelieu, Ladislas, le peuple et Giron
- 2011 : Andromaque de Racine, mise en scène Muriel Mayette, Théâtre antique d'Orange, Salle Richelieu
- 2011 : L'Avare de Molière, mise en scène Catherine Hiegel, Salle Richelieu, Valère
- 2011 : Chansons déconseillées, mise en scène Philippe Meyer, Studio-Théâtre
- 2011 : La Noce de Bertolt Brecht, mise en scène Isabel Osthues, Théâtre du Vieux-Colombier, l'ami du marié
- 2012 : Le Mariage de Figaro de Beaumarchais, mise en scène Christophe Rauck, Théâtre Éphémère, Le Comte
- 2012 : Antigone de Jean Anouilh, mise en scène Marc Paquien, Théâtre du Vieux-Colombier, le garde
- 2013 : Troïlus et Cressida de William Shakespeare, mise en scène Jean-Yves Ruf, Salle Richelieu, Troïlus
- 2016 : Vania d'après Oncle Vania d'Anton Tchekhov, mise en scène Julie Deliquet, Théâtre du Vieux-Colombier, Mikhaïl
- 2016 : Le Cerf et le Chien d'après Les Contes du chat perché de Marcel Aymé, mise en scène Véronique Vella, Studio-Théâtre, Le Bœuf
- 2017 : La Double inconstance de Marivaux, mise en scène Anne Kessler, Salle Richelieu, Arlequin
- 2016 : Cyrano de Bergerac d'Edmond Rostand, mise en scène Denis Podalydès, Salle Richelieu, Le Bret
- 2018 : Britannicus de Jean Racine, mise en scène de Stéphane Braunschweig, salle Richelieu : Britannicus
- 2018-2019 : La Locandiera de Carlo Goldoni, mise en scène d'Alain Françon, salle Richelieu : chevalier de Ripafratta
- 2019 : La Nuit des Rois de William Shakespeare, mise en scène de Thomas Ostermeier, salle Richelieu : Feste, fou d'Olivia
- 2020 : Le côté de Guermantes, adapté de Marcel Proust, mise en scène de Christophe Honoré, Théâtre Marigny : Marcel
- 2022 : Dom Juan de Molière, mise en scène Emmanuel Daumas, Théâtre du Vieux-Colombier : Sganarelle
- 2022 : Les Précieuses ridicules de Molière, mise en scène Stéphane Varupenne et Sébastien Pouderoux, Théâtre du Vieux-Colombier : Gorgibus
- 2022 : Le Roi Lear de William Shakespeare, mise en scène Thomas Ostermeier, Salle Richelieu
- 2023 : L'Opéra de quat'sous de Bertolt Brecht et Kurt Weill, mise en scène Thomas Ostermeier, Festival international d'art lyrique d'Aix-en-Provence puis Salle Richelieu
- 2024 : Les Démons de Fiodor Dostoïevski, mise en scène Guy Cassiers, Salle Richelieu

## Filmographie

### Télévision
- 2003 : L'Amour au soleil (téléfilm) de Bruno Bontzolakis : Julien
- 2013 : Ça ne peut pas continuer comme ça (téléfilm) de Dominique Cabrera : Alain
- 2013 : Casting(s) (série télévisée) d'Ali Marhyar et Pierre Niney : Stéphane
- 2015 : Deux d'Anne Villacèque (téléfilm) : Dominique / le narrateur
- 2021 : Un entretien (série télévisée), épisode Monsieur Bonheur de Julien Patry
- 2025 : Carême de Martin Bourboulon (Apple TV+) : Grimod de la Reynière

### Cinéma
- 2014 : Le Dernier Coup de marteau d'Alix Delaporte : le trombone
- 2016 : Chocolat de Roschdy Zem : Lodovico
- 2017 : Le Redoutable de Michel Hazanavicius : Eric de la Meignière, publicitaire
- 2020 : Opération Finot (court métrage) de Carlos Abascal Peiro : Charles Finot
- 2021 : Petite Maman de Céline Sciamma : le père
- 2021 : Guermantes de Christophe Honoré : lui-même
- 2024 : Le Comte de Monte-Cristo de Matthieu Delaporte et Alexandre de La Patellière : Caderousse